# Корсини, Мария
Мари́я Корси́ни (итал. Maria Corsini, 24 июня 1884, Флоренция — 25 августа 1965, Биббьена, Тоскана) — итальянская мирянка, причисленная к лику блаженных Католической церковью вместе с мужем Луиджи Бельтраме Куаттрокки.

## Биография
Родилась во Флоренции 24 июня 1884 году в семье профессионального военного. Все своё детство она провела в постоянных переездах с отцом из гарнизона в гарнизон. Была сестрой милосердия во время Первой мировой войны. 
В 1905 году вышла замуж за адвоката Луиджи Бельтраме Куаттрокки. В первые три года брака родила ему трёх детей: Филиппо (1906), Стефанию (1908) и Чезаре (1909). Рождение четвёртого ребёнка было особо сложным моментом в жизни супругов, так как врачи считали, что ради здоровья матери необходимо было сделать аборт. 6 марта 1914 года она благополучно родила дочь Генриетту.
Во время Второй мировой войны супруги укрывали в своём доме беженцев, которые преследовались фашистской властью.
Своих детей супруги воспитали в вере и благочестии. Двое их сыновей стали священниками, а дочь — монахиней. После четверти века супружеской жизни Мария Корсини и Луиджи Бельтраме Куаттрокки принесли обет целомудрия, тем самым приблизившись к идеалу христианской жизни, полностью посвящённой Богу. Их супружеская жизнь была отмечена ежедневным участием в Евхаристии, совместной молитве, активным участием в церковной жизни и добросовестным исполнением семейных и профессиональных обязанностей.
Их супружеская жизнь стала известна после публикации Корсини своего личного дневника в виде книги под названием «Набросок и интрига. Рентгеновский снимок брака». После смерти мужа в 1951 году Корсини прожила во вдовстве четырнадцать лет. Умерла 26 августа 1965 года во Флоренции.

## Прославление
21 октября 2001 года папа Иоанн Павел II причислил к лику блаженных супружескую пару Луиджи Бельтраме Куаттрокки и Марии Корзини как образец святости обычной семьи. Одновременная беатификация супругов стала подтверждением веры Католической церкви в то, что христианский брак является одним из путей к святости.
День памяти — 25 ноября.